# 虹の岬の喫茶店
『虹の岬の喫茶店』（にじのみさきのきっさてん）は、森沢明夫による日本の小説。2012年にラジオドラマ化、2014年に『ふしぎな岬の物語』のタイトルで映画化された。
千葉県鋸南町の明鐘岬に実在する喫茶店をモチーフに執筆された作品で、映画のロケも同地を中心に千葉県各所で行われた。

## 登場人物

### 主要人物
柏木 悦子（かしわぎ えつこ）
喫茶店「岬カフェ」店主の初老女性。約30年前に病で夫を亡くし、都内の自宅や資産を売り、夫が気に入っていた岬の喫茶店に移り住んだ。
高田 浩司（たかだ こうじ）
悦子の妹（祥子）の子どもにあたる。41歳の巨漢の男性。若いときは不良で暴走族の総長をしていた。高校は中退し、塗装業をしていたが岬カフェの隣に手作りでライブハウス兼自宅を建てている。
コタロー
悦子が飼っている白い犬。悦子が岬カフェで生活しはじめた数カ月後に国道で車に轢かれているのを発見し、抱えて動物病院に駆け込んだ。一命をとりとめたが右の前脚を失い3本足となった。亡き夫の名前をもじってコタローと命名した。喫茶店の外に犬小屋を設置しているが、台風の夜などは喫茶店内に入れられる。

### 岬カフェの客
今泉 健（いまいずみ けん）
通称イマケン。大学4年生でバイクで移動中に岬カフェに立ち寄った。出版社などへの就職活動をしていたが、岬カフェに通ううちに美大生のみどりと知り合い、ライターとなることを決意。
泥棒さん
研ぎ屋をやっていたが、借金して鍛冶屋職人の工場を買収し鍛冶屋もやりだしたが、事業に失敗。借金がかさみ妻子に逃げられ、岬カフェに泥棒に入ったが、悦子にコーヒーをごちそうになり、改心した。
タニさん
悦子に惚れていて、月面の土地の権利証と天体望遠鏡をプレゼントした。建設会社役員だったがリストラで大阪の子会社社長就任を選択した。大阪転居の日、移動手段を岬の前を通過する徳島行フェリーとし、船上から悦子や喫茶店と別れをした。

## ラジオドラマ
NHKラジオ第1放送の『新日曜名作座』にて2012年11月25日から2013年1月6日まで全6回放送された。

## 映画
『ふしぎな岬の物語』（ふしぎなみさきのものがたり、英題：Cape Nostalgia ）のタイトルで、2014年10月11日に公開された。主演女優・吉永小百合が、初めて映画の企画者を担当した作品。監督は成島出。
第38回モントリオール世界映画祭で審査員特別賞グランプリとエキュメニカル審査員賞を受賞した。
劇中詩で金子みすゞの「鯨法会」（部分）と「海の果て」が朗読される。

### ストーリー（映画）
虹の絵が飾ってある「岬カフェ」に父娘がやってきて、娘が「虹をのぼって行けばママに会えるのかな」という。店主の悦子は娘をハグして「大丈夫」といえば暖かくなってくると教える。男は陶芸家でカップを置いていく。「おいしくなれ」と魔法をかけるコーヒーが評判で常連が多い。45歳になる甥の浩司は花畑での結婚式を台無しにしたり、掘建て小屋に住んでいる変人。泥棒にご飯を食べさせ、どうせなら夫の最後の絵を持っていってくれという。泥棒はお礼に柳刃包丁を研いで行く。漁師の徳さんの娘・みどりが東京から帰り、追いかけてきた夫を浩司が柳刃で脅して助け、「私、浩司さん昔好きだったんだ。悦子さんの代わりでもいいよ」の言葉で倒れてしまう。徳さんは末期の胃がんで入院し、みどりはコーヒーの煎れ方を教わる。不動産屋のタニさんは転勤話があって浩司からたき付けられるが、悦子にプロポーズできずに大阪に異動。徳さんが亡くなって休業していたら、父娘が来て虹の絵を返してほしいというおじさんがいるという。悦子がはっとして亡夫の写真を見せるとこの人だというので渡す。夜になり、茫然自失状態で失火。浩司に引き取った事情を話し、みんないなくなったと嘆く。仮店舗ができて皆大喜び。離島にコーヒー用の水を取りにいくボートに浩司がみどりと乗って妊娠したことを悦子に告げる。海の向こうには大きな虹が架かっている。

### キャスト
- 柏木悦子 - 吉永小百合
- 柏木浩司 - 阿部寛
- 竜崎みどり - 竹内結子
- タニさん - 笑福亭鶴瓶
- 竜崎徳三郎 - 笹野高史
- 柴本恵利 - 小池栄子
- 柴本孝夫 - 春風亭昇太
- 大沢克彦 - 井浦新
- 大沢希美 - 釆沢真実
- 行吉先生 - 吉幾三
- ドロボー - 片岡亀蔵
- 鳴海 - 中原丈雄
- 雲海 - 石橋蓮司
- 冨田 - 米倉斉加年
- シズさん ‐ 上月左知子
- ブラザーズ5[7] - 杉田二郎、堀内孝雄、ばんばひろふみ、高山厳、因幡晃
- 山本 - 近藤公園
- 中山健 - 矢野聖人
- 三平 - 矢柴俊博
- 佐藤 - 不破万作
- 消防団長 - モロ師岡
- 高橋 - 嶋田久作

### 製作
主演の吉永小百合が50余年の映画人生で初めて企画から携わり、映画化候補作品として挙げられた数10冊の小説の中から、吉永が「これならきっと素敵で温かい物語になる」と監督の成島出と共に選んだ作品で、撮影後もプロデューサーとして編集作業などに立ち会った。2014年2月にクランクインし、喫茶店の店主を演じる吉永はその2か月前からコーヒー点前の練習に取り組み、またキャッチボールシーンのために投球の自主トレーニングをするなど役作りに励んだ。冨田役を演じた米倉斉加年は2014年8月26日に死去し、本作が遺作となった。

### スタッフ
- 監督 - 成島出
- 脚本 - 加藤正人、安倍照雄
- 企画 - 成島出、吉永小百合
- エグゼクティブプロデューサー - 岩原貞雄、高田佳夫、千代勝美、遠藤真郷
- 製作 - 石原俊爾、石井直、岡田裕介
- プロデューサー - 冨永理生子、川田亮、岡田有正、古川一博
- 原作 - 森沢明夫 『虹の岬の喫茶店』（幻冬舎文庫）
- 題字デザイン - 和田誠
- 衣装デザイン - 鳥居ユキ
- 撮影監督 - 長沼六男
- 美術 - 横山豊
- 録音 - 藤本賢一
- 照明 - 宮西孝明
- 編集 - 大畑英亮
- 音楽 - 安川午朗
- メインテーマ - 村治佳織 「望郷〜ふしぎな岬の物語〜」
- 劇中歌 - ブラザーズ5 「入っておいで この里に」
- 協賛 - ソフトバンクモバイル
- 特別協力 - JR東日本
- 宣伝協力 - シャープ、カゴメ
- 製作プロダクション - 東映東京撮影所
- 配給 - 東映
- 製作 - 「ふしぎな岬の物語」製作委員会（東映、木下グループ、電通、ジェイアール東日本企画、東映ビデオ、幻冬舎、TBSラジオ&コミュニケーションズ、TOKYO FM、TBSテレビ、毎日放送、CBCテレビ、RKB毎日放送、北海道放送、読売新聞社、毎日新聞社、イノベーションデザイン）

### 封切り・受賞
第38回モントリオール世界映画祭ワールドコンペティション部門に出品され、審査員特別賞グランプリとエキュメニカル審査員賞を受賞。現地へ赴き、公式上映前の舞台挨拶に立った吉永は練習を重ねたという流暢なフランス語でスピーチを披露した。審査員賞特別グランプリは2011年の『わが母の記』以来3年ぶり、エキュメニカル審査員賞は2006年の『長い散歩』以来8年ぶりとなる。
日本におけるロードショー公開は2014年10月11日で、全国286スクリーンで公開され、土日2日間の動員は15万2,311人、興収は1億7,680万6,300円で、公開初週の映画ランキング（興行通信社調べ）では動員1位を記録した。なお興収では1位を『近キョリ恋愛』に譲り2位となった。客層はシニア層が多く男女比が半々となり、夫婦で観る例も目立っている。
第38回日本アカデミー賞では以下の部門賞を受賞した。
- 優秀作品賞
- 優秀監督賞（成島出）
- 優秀脚本賞（加藤正人/安倍照雄）
- 優秀主演男優賞（阿部寛）
- 優秀主演女優賞（吉永小百合）
- 優秀助演男優賞（笑福亭鶴瓶）
- 優秀助演女優賞（竹内結子）
- 優秀音楽賞（安川午朗）
- 優秀撮影賞（長沼六男）
- 優秀照明賞（宮西孝明）
- 優秀美術賞（横山豊）
- 優秀録音賞（藤本賢一）
- 優秀編集賞（大畑英亮）

### テレビ放送
| 回数 | テレビ局 | 番組名（放送枠名） | 放送日       | 放送時間      | 放送分数 | 視聴率 |  |
| ---- | -------- | ------------------ | ------------ | ------------- | -------- | ------ |  |
| 1    | TBS      | 月曜ゴールデン     | 2016年1月4日 | 21:00 - 22:54 | 114分    | 6.5%   |  |

- 視聴率はビデオリサーチ調べ、関東地区・世帯・リアルタイム。